# Hypsiops
Genre
Hypsiops est un genre fossile de mammifères herbivores terrestres de la famille des Merycoidodontidae, vivant en Amérique du Nord au Miocène, entre −21 millions d’années et −16 millions d’années

## Description
Animal ongulé ressemblant à un tapir.

## Occurrence
Au total, une dizaine de spécimens fossiles ont été découverts dans l'Ouest des États-Unis.

## Liste d'espèces
Selon Paleobiology Database (10 février 2021) :
- Hypsiops brachymelis (Douglass, 1907)
- Hypsiops breviceps (Douglass, 1907)
- Hypsiops erythroceps (Stock, 1932)